# Vitia erunt, donec homines
 Vitia erunt, donec homines  лат. (изговор: виција ерунт донек хоминес). Порока ће бити докле год има и људи. (Тацит )

## Поријекло изреке
Изрекао Публије или Гај Корнелије Тацит (лат. Publius или Gaius Cornellus Tacitus), римски говорник, правник и сенатор и један од највећих античких историчара. (први на други вијек н.е.)

## Тумачење
Тацит мисли да је порок људско својство. Да порок настаје и траје колико човјек. Да је човјек порочан.